# フルスイング!橋本航介です!!
『フルスイング！橋本航介です!!』（フルスイング はしもとこうすけです）は、2010年10月10日から2011年9月26日まで山陰放送（BSSラジオ）で放送されていたラジオ番組である。
橋本航介（当時・BSSアナウンサー、現・サンテレビアナウンサー）がパーソナリティを務めていたラジオバラエティ番組で、リスナーから寄せられたメッセージ、スポーツや流行に関してのフリートーク、音楽などで構成。2010年春に山陰放送に入社した橋本の初の冠番組となった。
番組は、2011年3月27日までは日曜 17:00 - 18:00、同年4月4日からは月曜 18:30 - 19:30（日本標準時）に放送されていた。日曜時代には、同じ日の22:00から放送の『しんじないと倶楽部』とのコラボレーションを行っており、『新春ラジオほーだい！〜fromフルスイングtoしんじないと〜』という新春特別番組を2011年1月2日に放送している。また日曜時代には、17:55からBSSテレビで『Nスタ』山陰ローカルパートが放送されていたことから、橋本が同番組との重複出演になることがたびたびあった。

## コーナー
歌う航介スタジオ
リスナーから寄せられた番組の替え歌ジングルを紹介していたコーナー。
フルスイング！スポーツ
週末に行われたスポーツの試合結果を伝えるコーナー。月曜時代に実施。
ラジオ橋本棚（はしほんだな）
橋本が、大学時代にタイを旅行したことについて記した自費出版本を自ら読み上げていくコーナー。しかし番組の最終回までに読み終えることができず、強引に終わらせる形となった。
あなたの脳内成分表
街頭インタビューのコーナー。街を行く人々に今何を考えているのかを教えてもらった後、曲のリクエストもしてもらっていた。
ナヤンデルタール人
当時山陰放送のアナウンサーで一番の若手であった橋本が、若者言葉の意味を言い当てるクイズ形式のコーナー。しかし橋本が言い当てられなかった上に、リスナーからもよく分からないなどのクレームが寄せられたために2回で終了した。